# Maroun Bagdadi
Maroun Bagdadi o Baghdadi (àrab: مارون بغدادي, Mārūn Baḡdādī; Líban, 21 de gener de 1950 - Líban, 10 de desembre de 1993) va ser un director de cinema libanès conegut per la seva vívida representació de la Guerra Civil del Líban. Bagdadi va ser el cineasta libanès més conegut internacionalment de la seva generació. Va treballar amb el productor/director estatunidenc Francis F. Coppola i va fer diverses pel·lícules en francès que es van convertir en èxits a França.

## Carrera
Maroun Bagdadi va ser sens dubte el cineasta més destacat del Líban, el treball del qual s'ha vist arreu del món. Una de les seves pel·lícules més conegudes, Houroub Saghira (Les petites guerres), es va projectar al 35è Festival Internacional de Cinema de Canes el 1982, amb aquest comentari de un destacat crític de cinema: "Fer una pel·lícula sobre Beirut que fuig de les polèmiques per temes més universals i humans és un èxit". La seva primera producció libanesa va ser per a televisió, un programa educatiu anomenat 7½. El 1975 va dirigir el seu primer llargmetratge, Beyrouth Ya Beyrouth. Koullouna Lil Watan, un documental de 75 minuts produït el 1979, va guanyar el Premi d'Honor del Jurat al Festival Internacional de Documental i Pel·lícula d'Animació de Leipzig.
Bagdadi va morir el 10 de desembre de 1993, a l'edat de 43 anys, suposadament després d'una caiguda accidental per l'eix d'un ascensor a la seva casa de Beirut. Li va sobreviure la seva dona, Soraya, que continuava com a actriu el 2017,i els seus tres fills.

## Filmografia
- La filla de l'aire (1992)
- Hors la vie (1991)
- Lebanon, the Land of Honey and Incense (1988)
- L'Homme voilé (1987)
- Les petites guerres (1982)
- Whispers (1980)
- The Procession (1980)
- We Are All for the Fatherland (1979)
- The Story of a Village and a War (1979)
- The Martyr (1979)
- Ninety (1978)
- The Most Beautiful of All Mothers (1978)
- Tahiya li Kamal Jumblat (1977)
- The South Is Fine, How About You (1976)
- The Majority Is Standing Strong (1976)
- Kafarkala (1976)
- Beirut ya Beirut (1975)

## Premis
- Premi del jurat al 44è Festival Internacional de Cinema de Canes per Hors La Vie'')[5]
- Premi d'Honor del Jurat al Festival Internacional de Leipzig Documental i pel·lícula d'animació per Koullouna Lil Watan[2]